# Tutto sotto il cielo
Tutto sotto il cielo è il sesto romanzo della scrittrice spagnola Matilde Asensi.
Il romanzo, edito in Italia dalla casa editrice Sonzogno, è stato pubblicato il 3 ottobre 2007.
Come le precedenti pubblicazioni, il romanzo è caratterizzato da vicende avventurose e avvenimenti storici su cui la scrittrice basa l'intreccio narrativo.
Risulta suddiviso in cinque parti.

## Trama
Il romanzo inizia ambientato a Parigi, nel 1923. Elvira, una pittrice spagnola trasferitasi nella capitale, apprende della morte del marito Rémy a Shanghai.
Accompagnata dalla nipote Fernanda, Elvira giunge in Cina per recuperare il corpo. Qui scopre che il marito le ha lasciato in eredità molti debiti, ma segretamente è riuscito a farle trovare un prezioso scrigno che contiene qualcosa di unico. Si scoprirà essere la mappa che conduce alla tomba di Qin Shi Huangdi, il primo imperatore cinese, dove, secondo la leggenda, sono custoditi immensi tesori.
Solo sciogliendo gli enigmi e superando le prove che proteggono il luogo di sepoltura dell'Imperatore, le due donne verranno a capo del mistero.

## Edizioni
- Matilde Asensi, Tutto sotto il cielo, traduzione di Margherita D'Amico, Sonzogno, 2007,  p. 465, ISBN 978-88-454-1414-5.